# Иметь или быть?
«Иметь или быть?» (нем. «Haben oder Sein») — изданная в 1976 году поздняя работа психоаналитика и философа-фрейдомарксиста Эриха Фромма, исследующая вопросы духовной сферы человека. Фромм так характеризует область интересов психоаналитика: «Аналитик — не теолог или философ и не претендует на то, что компетентен в этих областях; но в качестве врачевателя души аналитик занимается теми же проблемами, что и философия, и теология — душой человека и её исцелением».
В этой работе Фромм пишет о том, что современное общество стало материалистическим и теперь предпочитает «иметь», а не «быть». Он упоминает перспективы безграничного счастья и свободы, материальное изобилие и господство над природой. Эти надежды достигли своего максимума, когда началась промышленная эра. Предполагалось, что неограниченное производство приведёт к неограниченному потреблению.
В то же время сферы интересов самого Фромма стали значительно шире. В работах «Бегство от свободы» (1941), «Здоровое общество» (1955), «Душа человека» (1964), «Анатомия человеческой деструктивности» (1973) и других Фромм исследовал различные аспекты взаимоотношений человека и общества.
После публикации книги «Иметь или быть?» популярность Фромма в Европе достигла апогея.
Фромм опирается на работы Лао-Цзы, Майстера Экхарта, Карла Маркса, Габриеля Марселя, Бальтазара Штеелина, Диогена Лаэртского, Эпикура, Фрейда, Спинозы, Канта, Швейцера, Рикардо, Медоуза, Месаровича, Пестеля, Гоббса, Ламетри, Маркиза де Сада, Теннисона, Басё, Гёте, Гераклита, Гегеля, Блоха, Торо, Бальзака, Матфея, Луки, Юстина, Тертуллиана, Василия, Шиллинга, Утца, Шумахера, Ричарда Тауни, Макса Вебера, Брентано, Паскаля, Зомбарта, Дэвида Шектера, Аристотеля, Фомы Аквинского и других мыслителей и исследователей.
На русском языке впервые опубликована в 1990 году.